# Communauté de communes du Vernois
Ne doit pas être confondu avec Communauté de communes du Pays vernois.
La communauté de communes du Vernois (CCV) est une ancienne communauté de communes française, qui était située au sud de Metz dans le département de la Moselle en région Lorraine.

## Histoire
La  communauté de communes a été créée le 23 mai 2003.
Le 1er janvier 2014, elle fusionne avec les communautés de communes de l'Accueil de l’aéroport régional de Lorraine et de Rémilly et environs pour former la Communauté de communes du Sud Messin.

## Composition
La communauté de communes comptait 19 communes :
- Beux
- Buchy
- Cheminot
- Chérisey
- Fleury
- Foville
- Louvigny
- Moncheux
- Orny
- Pommérieux
- Pontoy
- Pournoy-la-Grasse
- Sailly-Achâtel
- Saint-Jure
- Secourt
- Sillegny
- Solgne
- Verny (siège)
- Vulmont

## Administration
| Période                                  | Période          | Identité      | Étiquette | Qualité                                             |
| ---------------------------------------- | ---------------- | ------------- | --------- | --------------------------------------------------- |
| Les données manquantes sont à compléter. |                  |               |           |                                                     |
|                                          | 1er janvier 2014 | Jean François | UMP       | Conseiller général du canton de Verny (depuis 2001) |